# سرزمین هاکون هفتم

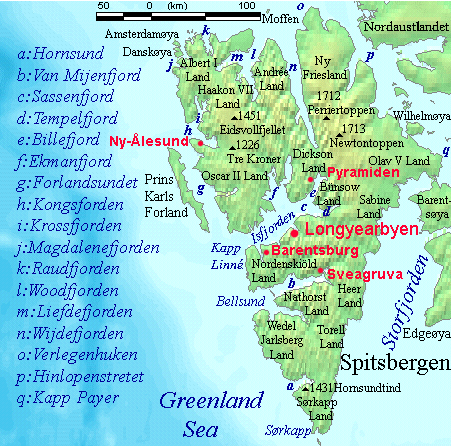
سرزمین هاکون هفتم در غرب اسپیتس‌برگن و میان وودفیوردن و کونگزفیوردن قرار دارد.

سرزمین هاکون هفتم (انگلیسی: Haakon VII Land) منطقه‌ای در شمال‌غربی اسپیتس‌برگن واقع در مجمع‌الجزایر سوالبار نروژ است که میان وودفیوردن و کونگزفیوردن قرار دارد.
این سرزمین به نام هاکون هفتم نروژ نام‌گذاری شده‌است.